# Глиден (Ајова)
Глиден (енгл. Glidden) град је у америчкој савезној држави Ајова. По попису становништва из 2010. у њему је живело 1.146 становника.

## Демографија
Према попису становништва из 2010. у граду је живело 1.146 становника, што је -107 (-8.5%) становника више него 2000. године.
| Група             | 2000.         | 2010.         |
| Белци             | 1.240 (99,0%) | 1.129 (98,5%) |
| Афроамериканци    | 1 (0,1%)      | 0 (0,0%)      |
| Азијати           | 2 (0,2%)      | 1 (0,1%)      |
| Хиспаноамериканци | 3 (0,2%)      | 7 (0,6%)      |
| Укупно            | 1.253         | 1.146         |